# 욕지도
욕지도(欲知島)는 대한민국 남해안의 섬으로, 경상남도 통영시 욕지면에 속한다. 면적은 약 12.5km2.
지역 특산물로 고구마가 생산되며, 감성돔을 비롯한 어종이 풍부하고, 연안에서는 김과 굴 양식이 활발하다.
북쪽의 덕동해수욕장은 300m에 걸쳐 펼쳐져 있는 까만 몽돌밭과 맑은 물과 시원한 솔숲이 있고
차량을 이용할 수 있어 여름철 가족단위의 피서지로 안성맞춤이다.
여름이면 해수욕을 겸한 낚시 인파로 북적인다. 또한 욕지도에는 고양이가 많이 서식하고 있는 섬이기도 하다.

## 역사
1544년(중종 39) 사량진왜변이 일어났는데, 이때 사량진은 사량도의 사량진이 아니라 욕지도에 있는 진리를 말한다.

## 문화재
- 통영 욕지도 모밀잣밤나무 숲 (천연기념물 제343호)
- 욕지도패총(欲知島貝塚) (경상남도 기념물 제27호)
- 통영 우도 생달나무와 후박나무 (천연기념물 제344호)

## 특산물
- 욕지 고구마

## 어항
- 욕지항 (국가어항)

## 미디어
이 섬을 소개한 방송 프로그램 및 콘텐츠는 다음과 같다.
- EBS 1TV : 한국기행, 고양이를 부탁해
- KBS 2TV : 단짝
- tvN : 냐옹은 페이크다
- skyTravel[2] : 감성여행, 섬

## 같이 보기
- 허우퉁 고양이 마을
- 아오시마섬 (에히메현)
- 아이노섬 (신구정)
- 유야케단단
- 길리 트라왕안
- 이드라섬
- 쿠칭
- 라르고디토레아르헨티나(영어판)
- 춘천 효자마을
- 톰킨스 스퀘어 공원
- 을숙도
- 마라도